# 高峰 (1963年)
高峰（1963年10月—），男，汉族，云南箇舊人，中华人民共和国政治人物，中国民主建国会中央委员会副主席、云南省工商联主席。

## 生平
高峰曾任民建中央常委、民建云南省委主委、云南省人民政府副省长、云南省政协副主席。2008年，当选第十一届全国政协委员，代表中国民主建国会，分入第七组。2009年8月，中华职业教育社第十次全国代表大会召开，他出任中华职业教育社第十届理事会常务理事。